# Myomimus aquatilis
Espèce
Myomimus aquatilis est une espèce fossile de rongeurs de la famille des Gliridae ayant vécu au cours du Miocène inférieur, il y a environ entre 20 et 16 Ma (millions d'années).

## Distribution et époque
Ce loir a été découvert en Espagne et en France. Il vivait à l'époque du Miocène.

## Taxinomie
Cette espèce a été décrite pour la première fois en 1974 par les naturalistes Hans de Bruijn et J. G. Moltzer.

## Publication originale
(en) de Bruijn et Moltzer, 1974 : « The rodents from Rubielos de Mora; the first evidence of the existence of different biotopes in the Early Miocene of eastern Spain ». Proceedings van de Koninklijke Akademie van Wetenschappen, Series B, vol. 77, no 2, p. 129-145 (consulté le 13 novembre 2013).